# مثلجات مقلية
مثلجات مقلية،هي حلوى تصنع من المثلجات ومن ثم يتم وضعها في الزيت لتتكون طبقة مقرمشة حول المثلجات.
ظهرت المثلجات المقلية أول مرة في معرض شيكاغو العالمي 1893.